# Karleby kyrka
Se även Karleby kyrka, Skara stift.
Karleby kyrka (egentligen Karleby sockenkyrka; finska: Kaarlelan kirkko) är en medeltida stenkyrka i Karleby, Mellersta Österbotten, Finland.
I början av 1400-talet eller vid seklets mitt avskildes Karleby kapell under Pedersöre. Karleby blev en kyrksocken ca 1490.

## Kyrkobyggnaden
Kyrkans äldsta del, mittskeppet, byggdes som katolsk kyrka redan på 1400-talet. Kyrkan är byggd i sten, och i de äldsta delarna av kyrkan är väggarna närmare två meter tjocka. Karleby sockenkyrka är en av sju medeltida kyrkor i Österbotten.
I slutet av 1700-talet byggdes kyrkan ut och blev då en korskyrka, dvs man byggde sidoarmar åt norr och söder, så att kyrkan fick formen av ett kors. Samtidigt byggdes även sakristian i kyrkans östra ända, och klocktornet med dess karakteristiska kantiga form i kyrkans västra ända. Ritningarna för tillbyggnaden godkändes i Stockholm år 1786. Vid tiden för utbyggnaden fungerade Anders Chydenius som kyrkoherde i Karleby.
Inne i kyrkan har reparationer utförts åren 1932-34 och åren 1954-55. Den senare utfördes enligt anvisningar av arkitekt Erik Kråkström, som även har planerat det år 1958 i bruk tagna församlingshemmet söder om kyrkan.
I närheten av kyrkan finns också prästgård, begravningskapell med hjältegravar samt hembygdsmuseum. 

## Inventarier
Korets fondvägg är målad av den kände kyrkomålaren Johan Backman år 1749. Altartavlan Jesu bönekamp i Getsemane, även som de två övriga tavlorna framme i koret, Jesu födelse och Jesu himmelsfärd, är målade av konstnären Alexandra Frosterus-Såltin år 1902.
Predikstolen, som är en av de äldsta i Finland, hämtades från Sverige av den då nyutnämnde kyrkoherden Jacob Skepperus år 1622.
1736 uppsattes i kyrkan en vapensköld till minnet av den under kyrkans golv begravde karolinen, adelsmannen Simon Daniel Baron, befälhavare för Österbottens infanteriregemente.
I kyrkan förvaras en av landets äldsta fattiggubbar. Denna fattiggubbe från år 1784 har representerat Finland vid utställningar i USA, Japan och Sverige. Den fattiggubbe, som fortfarande är i bruk och som finns vid portingången, är från 1840-talet.
I kyrkans sakristia finns en mässkrud av röd sammet från 1500-talet. Den är sannolikt ett krigsbyte från Böhmen eller Bayern.
1975 erhöll kyrkan ett votivskepp tillverkat av Alf Svenfors från Öja. Skeppet är en kopia av Mayflower.

### Orgeln
Orgeln i Karleby sockenkyrka är byggd av Th. Frobenius og Sønner 1958. Den grundrenoverades år 1999 av Bruno Christensen & Sønner; bl.a. setzerkombinationer tillsattes. Orgelns disposition finns på församlingens hemsida (se noten).

## Verksamhet
Kyrkan används idag av Karleby finska församling och Karleby svenska församling, som båda är evangelisk-lutherska. Gudstjänster anordnas varje söndag, på svenska kl 10 och på finska kl 18. Kyrkan är en populär vigselkyrka.